# 広瀬通り

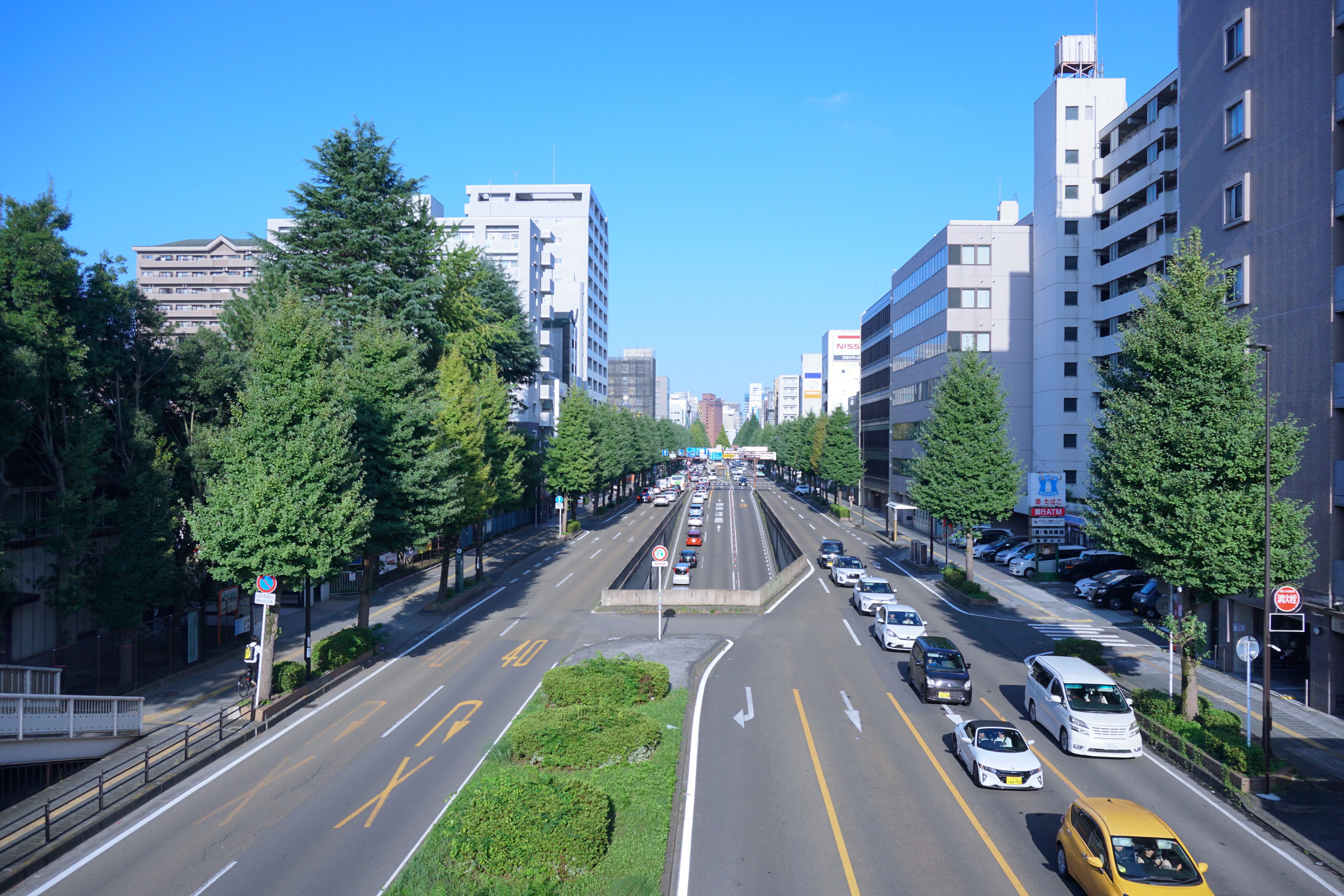
広瀬通り。仙台西道路の立町トンネル入口付近より

広瀬通（ひろせどおり）は、宮城県仙台市青葉区にある道路である。戦後に造られた都市計画道路元寺小路川内線であり、新聞社の河北新報の企画により広瀬通と呼ばれるようになった。沿道の街路樹はイチョウである。

## 路線

位置

仙台市都心部を東西に走る幹線道路の内、広瀬通は定禅寺通と青葉通の間にある道路である。
広瀬通の西側は二層構造の仲の瀬橋を経て文教地区の川内、青葉山地区に至る。広瀬通の途中で自動車専用道路の仙台西道路への分岐があり、こちらはトンネルへ入る。仙台発着の高速バスは、この広瀬通と仙台西道路を経由して、仙台宮城インターチェンジから東北自動車道に入る路線が多い。広瀬通の東二番丁通から川内トンネル口までの区間は国道48号に指定されている。
広瀬通の東側には、元寺小路福室線が続く。この道は仙台駅東第二土地区画整理事業 の一環として拡幅された道路で、宮城野橋（X橋）を経て仙台市東部に向かう。
広瀬通と東二番丁通の交差点は、仙台で最も多くの交通事故が起きる交差点として有名である。

### 交差する道路
| 交差する道路 | 交差する道路                                                         | 交差点    | 路線番号                         | 道路愛称 | その他         |
| 南方向 | 北方向                                                               | 交差点    | 路線番号                         | 道路愛称 | その他         |
| --- | -------------------------------------------------------------------- | --------- | -------------------------------- | -------- | -------------- |
| 国道48号＜仙台西道路（川内トンネル）＞ 市道青葉1344号仲の瀬橋線                                                               |                                                                      |           |                                  |          |                |
| 市道青葉1162号西公園通線＜西公園通＞                                                                                          | 市道青葉1162号西公園通線＜西公園通＞                                 |           | 国道48号                         | 広瀬通   | ＜仙台西道路＞ |
| 市道青葉1277号区画街路南28号線                                                                                                |                                                                      |           | 国道48号                         | 広瀬通   | ＜仙台西道路＞ |
| | 市道青葉1257号区画街路南4号線                                        |           | 国道48号                         | 広瀬通   | ＜仙台西道路＞ |
| 国道48号＜仙台西道路（立町トンネル）＞                                                                                        |                                                                      |           | 国道48号                         | 広瀬通   | ＜仙台西道路＞ |
| 市道青葉1161号大町片平線 | 市道青葉1160号木町通本材木町線＜本材木町通り＞                       |           | 国道48号                         | 広瀬通   | ＜仙台西道路＞ |
| | 市道青葉1261号区画街路南8号線                                        |           | 国道48号                         | 広瀬通   | ＜仙台西道路＞ |
| 市道青葉1280号区画街路南31号線                                                                                                |                                                                      |           | 国道48号                         | 広瀬通   | ＜仙台西道路＞ |
| 市道青葉1159号晩翠通線＜晩翠通＞                                                                                              |                                                                      |           | 国道48号                         | 広瀬通   | ＜仙台西道路＞ |
| | 市道青葉1662号国分町1号線＜光彩通＞                                  |           | 国道48号 道青葉1170号広瀬通2号線 | 広瀬通   |                |
| 市道青葉1232号大町三丁目横丁線                                                                                                |                                                                      |           | 国道48号 道青葉1170号広瀬通2号線 | 広瀬通   |                |
| 市道青葉1158号国分町通線＜国分町通＞＜奥州街道＞                                                                              |                                                                      |           | 国道48号 道青葉1170号広瀬通2号線 | 広瀬通   |                |
| 市道青葉1664号国分町2号線 |                                                                      |           | 国道48号 道青葉1170号広瀬通2号線 | 広瀬通   |                |
| | 市道青葉1664号国分町2号線＜稲荷小路＞                                |           | 国道48号 道青葉1170号広瀬通2号線 | 広瀬通   |                |
| 市道青葉1157号東一番丁線＜東一番丁通り＞＜一番町四丁目商店街＞                                                                | 市道青葉1157号東一番丁線＜東一番丁通り＞＜ぶらんど～む一番町商店街＞ |           | 国道48号 道青葉1170号広瀬通2号線 | 広瀬通   |                |
| 市道青葉1233号大町五丁目新丁線                                                                                                | 市道青葉1267号区画街路南15号線                                       |           | 国道48号 道青葉1170号広瀬通2号線 | 広瀬通   |                |
| 国道48号・国道286号＜東二番町通り＞                                                                                           | 国道48号・国道286号＜東二番町通り＞                                  | 広瀬通り  | 国道48号 道青葉1170号広瀬通2号線 | 広瀬通   |                |
| |                                                                      |           | 市道青葉1169号広瀬通1号線        | 広瀬通   |                |
| 市道青葉1156号東三番丁線＜東三番丁通り＞                                                                                      |                                                                      |           |                                  | 広瀬通   |                |
| 市道青葉1155号東四番丁線＜東四番丁通り＞                                                                                      |                                                                      |           |                                  | 広瀬通   |                |
| 市道青葉1154号愛宕上杉通2号線＜愛宕上杉通＞                                                                                   | 市道青葉1153号愛宕上杉通1号線＜愛宕上杉通＞                          | 中央2丁目 |                                  | 広瀬通   |                |
| | 市道青葉1226号茂市ケ坂線＜茂市ケ坂＞                                 |           |                                  | 広瀬通   |                |
| 市道青葉1152号駅前通線＜駅前通＞                                                                                              |                                                                      |           |                                  | 広瀬通   |                |
| 市道青葉1145号末無掃部丁線＜末無掃部丁通り＞ 市道青葉1223号元寺小路2号線＜元寺小路＞ 市道青葉1497号元寺小路福室線＜宮城野橋＞ |                                                                      |           |                                  |          |                |

## 歴史

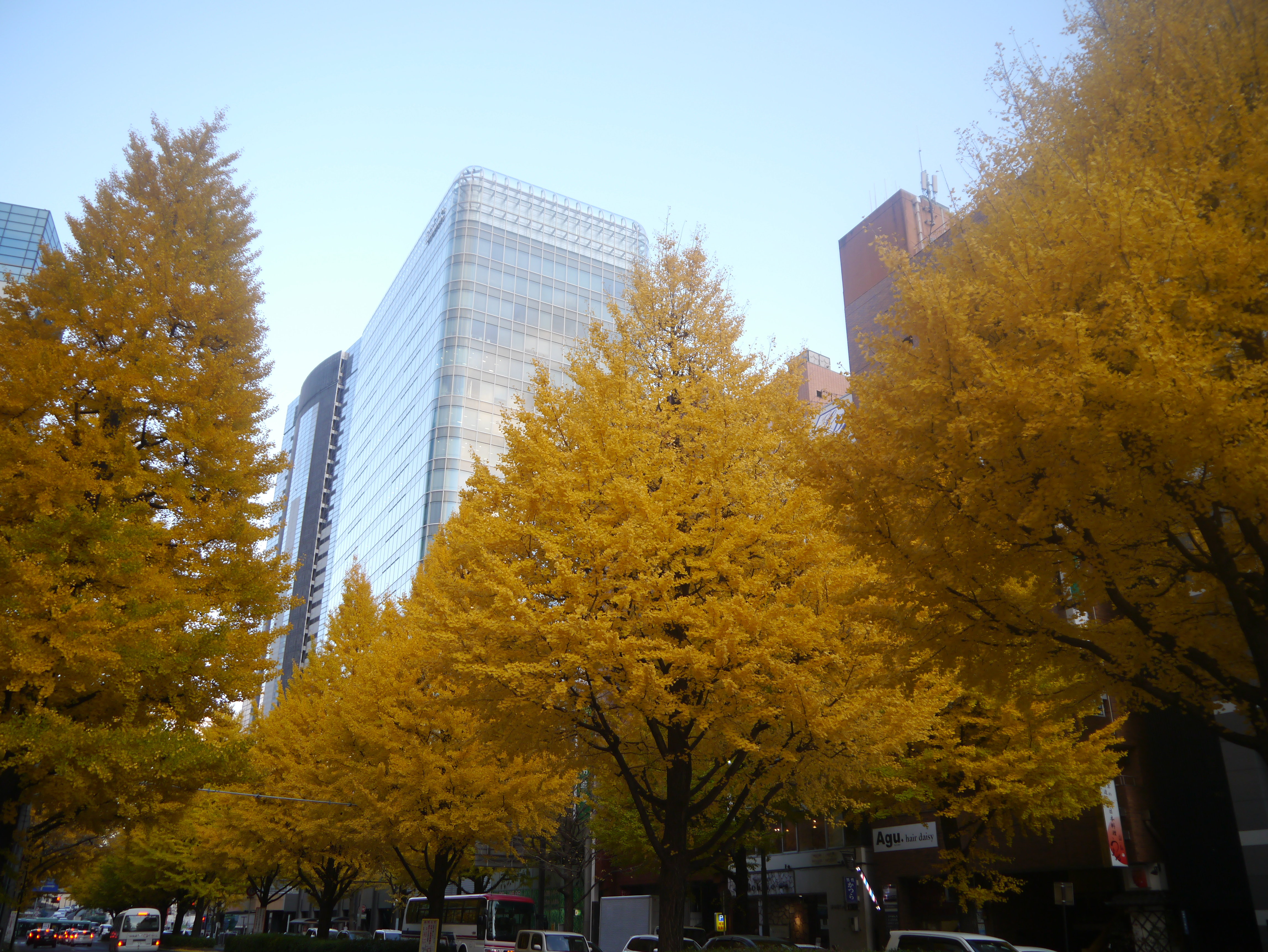
広瀬通のイチョウ並木

江戸時代から第二次世界大戦まで、現在の広瀬通の国分町通より西側は立町、西公園通より西側は立町新丁と呼ばれており、仲の瀬橋へと繋がっていた。国分町通より東半分には特に道がなかったが、少し北にずれて、玉沢横丁（国分町 - 東一番丁）・立町通（東一番丁 - 東二番丁）と東へ続き、また北にずれて赤井横丁（東二番丁 - 東三番丁）へと繋がっていた。
1945年（昭和20年）7月の仙台空襲で焼け跡になった仙台市を戦後に復興するに際し、宮城県は元寺小路から西公園まで50メートル幅という市内最大幅の道路を新たに敷く計画を作り、11月15日に公表した。これが広瀬通の原型である。仙台市による修正を経て、1946年（昭和21年）11月11日の国の戦災復興院告示で決定された計画では、50メートル道路は後の青葉通に変更になり、元寺小路川内線は36メートル幅に落ち着いた。元寺小路川内線は、立町を拡幅した上で、東に直線的に延長する形で建設された。赤井横丁は元寺小路川内線の建設の影響を受けずに残ったが、それ以外の道は建設前の姿を残していない。
1947年（昭和22年）2月の締め切りで市内の新設街路の愛称が地元紙『河北新報』で公募され、投票で1位になった広瀬通に決まった。1960年（昭和35年）に、街路樹をイチョウに統一した。

## 沿道
沿道両脇は、企業の本支店が入るオフィスビルが多く並んでいるが、広瀬通と一番町が交差する「広瀬通一番町」の周辺は仙台の商業（物販・サービス）の中心地であり、ファッションビルや専門店などが軒を連ねている。この交差点の広瀬通沿いには、高速バスや仙台市営バスなどのバス停留所、タクシー乗り場、地下駐輪場があり、また、一番町四丁目商店街とぶらんどーむ一番町との間の横断歩道があるため、この交差点を先頭に広瀬通が渋滞する傾向がある。さらに、夕方以降に渋滞が起きる繁華街の国分町から渋滞が波及し、「広瀬通国分町」も混雑する。特に広瀬通の東行き（仙台駅方面）の渋滞がひどい。

### 建物や施設など

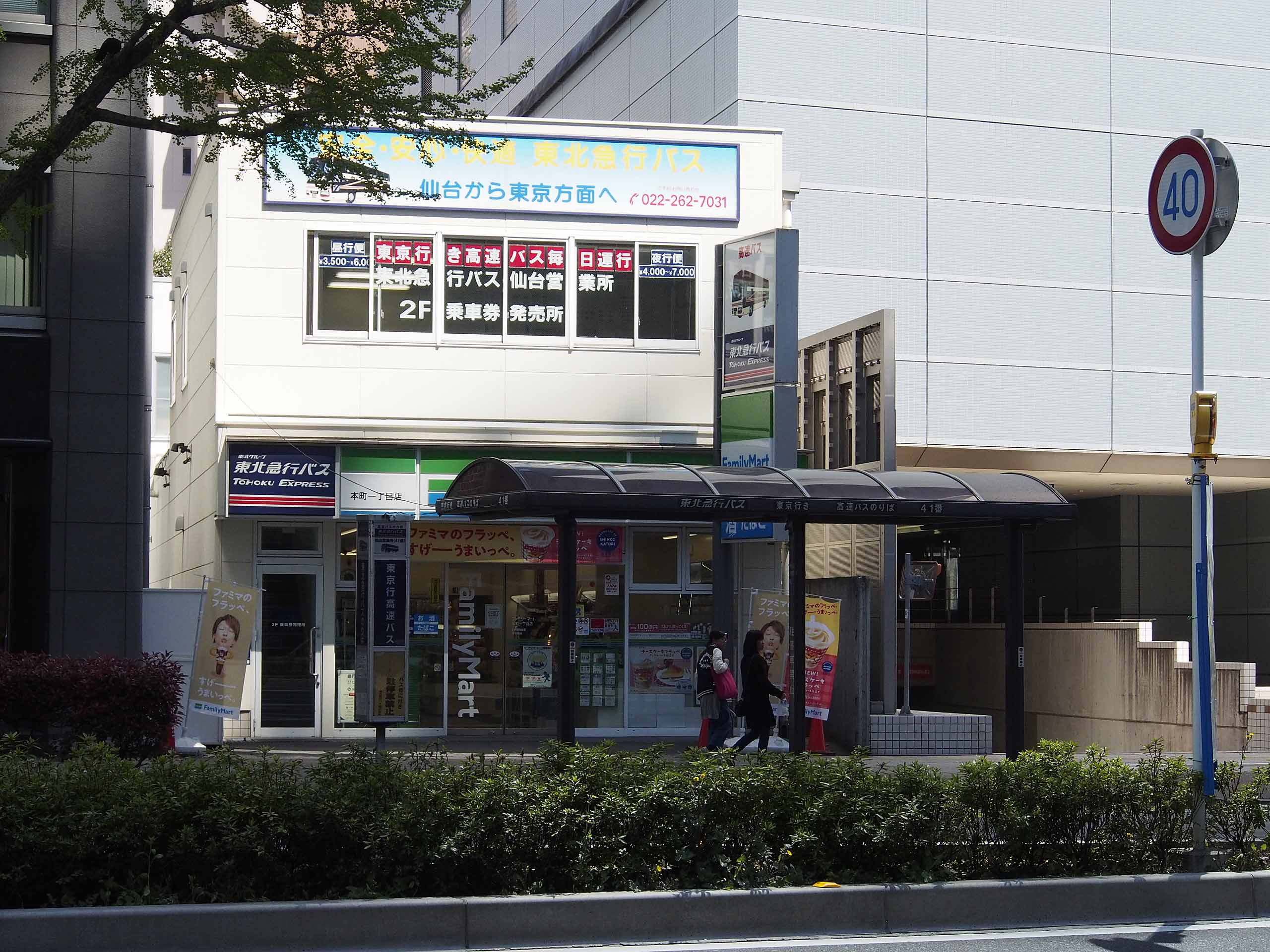
東北急行バス仙台営業所

- 仙台市立立町小学校
- 仙台市戦災復興記念館
- 東北公済病院
- 仙台市ガス局ガスサロン
- マタハリー
- 仙台フォーラス
- 江陽グランドホテル
- 仙台市地下鉄南北線・広瀬通駅
- 志ら梅ビル
- 山一仙台中央ビル
  - 東武トップツアーズ仙台支店
- 東京建物仙台ビル
  - 宮城交通高速バスセンター
  - 芙蓉総合リース東北支店
  - 日本政策金融公庫仙台支店（3部門）
- アジュール仙台
- 東北急行バス仙台営業所
- 東北銀行仙台支店

### 地下構造物
- 東二番丁 - 東五番丁：仙台市地下鉄南北線
  - 東二番丁 - 東三番丁：広瀬通駅連絡地下道
  - 東三番丁 - 東四番丁：広瀬通駅
- 国分町 - 東一番丁：広瀬通地下自転車等駐車場[6]（1989年設置）
- 木町通（本材木町）より西：仙台西道路立町トンネル